# Жилино (Ивановская область)
Жилино — деревня Ивановского района Ивановской области Российской Федерации. Входит в состав Чернореченского сельского поселения.

## География
Расположено в пригородной зоне города Иваново, возле коттеджного посёлка Ново-Коляново.

## История
В XIX веке входил в Ковровский уезд Владимирской губернии.
Список населённых мест Российской империи по сведениям 1859—1873 годов указывает, что владельческая деревня Филипово (Жилино), находится при колодцах; в 37 дворах проживают 98 мужчин и 114 женщин.

## Население
| 1859 | 1905 | 2010 |
| ---- | ---- | ---- |
| 212  | ↘181 | ↘1   |

## Инфраструктура
Дачи.

## Транспорт
Деревня доступна автотранспортом по просёлочным дорогам.